# Cruce de los Alpes
El cruce de los Alpes por parte de Aníbal en el año 218 a. C. fue uno de los principales acontecimientos de la segunda guerra púnica y uno de los logros más celebrados de cualquier fuerza militar en la guerra antigua. Dejando a un lado las guarniciones terrestres romanas y aliadas y el dominio naval romano, Aníbal logró dirigir a su ejército cartaginés sobre los Alpes y hacia Italia para llevar la guerra directamente a la República Romana.

## Antecedentes
Después de la última derrota naval  cartaginesa en las Islas Egadas, los cartagineses se rindieron y aceptaron la derrota en la primera guerra púnica. Amílcar Barca, (Barca significa rayo), miembro destacado del patriótico partido Barcine en Cartago y un general que operó con habilidad en el curso de la Primera Guerra Púnica, trató de remediar las pérdidas que Cartago había sufrido en Sicilia a los romanos. Además de esto, los cartagineses, y Amilcar personalmente) estaban amargados por la pérdida de Cerdeña. Después de la pérdida de la guerra por parte de los cartagineses, los romanos les impusieron términos que estaban diseñados para reducir Cartago a una ciudad de pago de tributos a Roma y simultáneamente despojarla de su flota. Aunque los términos del tratado de paz eran duros, los romanos no despojaron a Cartago de su fuerza; Cartago era el puerto comercial marítimo más próspero de su época, y el tributo que les impusieron los romanos fue fácilmente pagado anualmente mientras que Cartago estaba simultáneamente ocupada por mercenarios cartagineses que estaban en revuelta.
El partido cartaginés de Barcine estaba interesado en conquistar Iberia, una tierra cuya variedad de recursos naturales llenaría sus arcas con ingresos muy necesarios y reemplazaría las riquezas de Sicilia que, tras el fin de la Primera Guerra Púnica, estaban fluyendo ahora a las arcas romanas. Además, era la ambición de los Barcas, una de las principales familias nobles del partido patriótico, emplear algún día la península ibérica como base de operaciones para librar una guerra de venganza contra la alianza militar romana. Estas dos cosas iban de la mano, y a pesar de la oposición conservadora a su expedición, Hamilcar emprendió en el año 238 a. C. la conquista de la península ibérica con estos objetivos. Marchando hacia el oeste desde Cartago hacia las Columnas de Hércules, donde su ejército cruzó el estrecho y procedió a someter la península, en el transcurso de nueve años Amilcar conquistó la parte sudeste de la península. Su administración de las provincias recién conquistadas llevó a Catón el Viejo a señalar que no había ningún rey igual a Amilcar Barca.
En el año 228 a. C. Amilcar fue asesinado, con el testimonio de Aníbal, durante una campaña contra los nativos celtas de la península. El oficial naval al mando, que era a la vez yerno de Amilcar y miembro del partido patriótico Asdrúbal el Bello  fue premiado con el mando principal por los oficiales del ejército ibérico cartaginés. En la costa oriental de la península ibérica había varias colonias griegas, entre las que destacaba el emporio comercial de  Saguntum, que se preocupaban por la consolidación del poder cartaginés en la península, que Asdrúbal adquirió gracias a su hábil liderazgo militar y su habilidad diplomática. Para su protección, Sagunto se dirigió a Roma; Roma envió una guarnición a la ciudad y una misión diplomática al campamento de Asdrúbal en  Cartagena,  informándole que el río Iberus debía ser el límite del avance cartaginés en España. La conclusión del tratado y la embajada fueron enviadas al campamento de Asdrúbal en el 226 a. C.
En el año 221 a. C.,  Asdrubal fue asesinado. Fue en ese año que los oficiales del ejército cartaginés en Iberia expresaron su alta opinión sobre el hijo de 29 años de Amilcar, Aníbal, eligiéndolo para el mando principal del ejército. Habiendo asumido el mando, confirmado retroactivamente por el Senado cartaginés, del ejército que su padre había ejercido durante nueve años de dura lucha en las montañas, Aníbal declaró que iba a terminar el proyecto de su padre de conquistar la península ibérica, que había sido el primer objetivo del plan de su padre de llevar una guerra a Roma en Italia y derrotarla allí.
Aníbal pasó los dos primeros años de su mando tratando de completar la ambición de su padre y al mismo tiempo sofocar varias revueltas potenciales que resultaron en parte de la muerte de Asdrúbal, que amenazaba las posesiones cartaginesas ya conquistadas hasta entonces. Atacó a la tribu conocida como los Olcades y capturó su ciudad principal de Althaea. Varias de las tribus vecinas quedaron asombradas por el vigor y la rapacidad de este ataque, como resultado del cual se sometieron a los cartagineses. Recibió tributos de todas estas tribus recientemente subyugadas y marchó con su ejército de vuelta a Cartago, donde recompensó a sus tropas con regalos y prometió más regalos en el futuro. Durante los dos años siguientes, Aníbal redujo con éxito toda la Iberia del sur del Ebro a la sumisión, excepto la ciudad de Sagunto, que, bajo la égida de Roma, estaba fuera de sus planes inmediatos. Cataluña y Sagunto eran ahora las únicas áreas de la península que no estaban en posesión de Aníbal.

## Las relaciones exteriores romanas
Aníbal fue informado de la política romana, y vio que era el momento oportuno para atacar. Tenía espías galos en todos los rincones de la República Romana, incluso en los círculos internos del propio Senado. Los romanos habían pasado los años desde el final de la Primera Guerra Púnica (264-241 a. C.) estrechando su control sobre la península al tomar importantes posiciones geográficas en la península, además de extender el control de Roma sobre Sicilia, Córcega y Cerdeña.
Además, los romanos habían estado en guerra con los galos padanos de vez en cuando durante más de un siglo. Los Boii habían hecho la guerra a los romanos en el 238 a. C., guerra que duró hasta el 236 a. C. En el 225 a. C. los nativos del norte de Italia, al ver que Roma volvía a moverse agresivamente para colonizar su territorio, avanzaron al ataque, pero fueron derrotados. Los romanos estaban decididos a llevar sus fronteras hasta los Alpes. En el 224 a. C., los Boii se sometieron a la hegemonía romana, y al año siguiente los Anari también se sometieron a los romanos. En el 223 a. C., los romanos entablaron otra batalla con los galos, esta vez los Insubres. Los romanos sufrieron al principio importantes pérdidas contra los insubordinados mientras intentaban cruzar un vado cerca del cruce del Po y el Adda. Después de acampar en este país durante algunos días sin tomar ninguna medida decisiva, el cónsul romano en el lugar decidió negociar un acuerdo con los insubordinados. Bajo los términos de esta recién negociada tregua, los romanos marcharon con todos los honores al territorio de sus aliados, los Cenomani. Sin embargo, una vez que estuvieron a salvo en el territorio de los Cenomani, los romanos volvieron a marchar con su ejército al territorio de los Insubres y salieron victoriosos.
En el 222 a. C., los celtas enviaron una embajada al Senado Romano, suplicando por la paz. Viendo una oportunidad de triunfo para ellos mismos, los cónsules (Marco Claudio y Gnaeus Cornelio) rechazaron vigorosamente la embajada, y los galos se prepararon para la guerra con los romanos. Contrataron 30 000 mercenarios de más allá de los Alpes y esperaron la llegada de los romanos. Cuando comenzó la campaña, las legiones consulares marcharon de nuevo al territorio de Insubres. Un vigoroso combate tuvo lugar cerca de Mediolanum, que resultó en que los líderes de la revuelta gala se entregaran a los romanos. Con esta victoria, los galos padanos fueron infelizmente sometidos, y maduros para la revuelta.

## Preparativos
Aníbal, consciente de la situación, envió varias embajadas a las tribus galas del  valle del Po. En el año 220 a. C., había empezado a comunicarse íntimamente con los galos  padanos, llamados "galos padanos" porque el Po en esta época era llamado Padus por los romanos, y estas embajadas trajeron consigo ofertas de dinero, comida y guías para los cartagineses.
Esta misión tenía el objetivo específico de establecer un lugar seguro para que Aníbal desembarcara de los Alpes en el  valle del Po. Aníbal no sabía mucho sobre los Alpes, pero sabía lo suficiente para saber que iba a ser una marcha difícil. Hizo que algunos exploradores le dieran informes sobre esta cadena montañosa, y recibió informes de las dificultades que se encontrarían allí de los propios galos. No deseaba cruzar esta escarpada cadena montañosa y descender al valle del Po con tropas agotadas sólo para tener que luchar en una batalla.

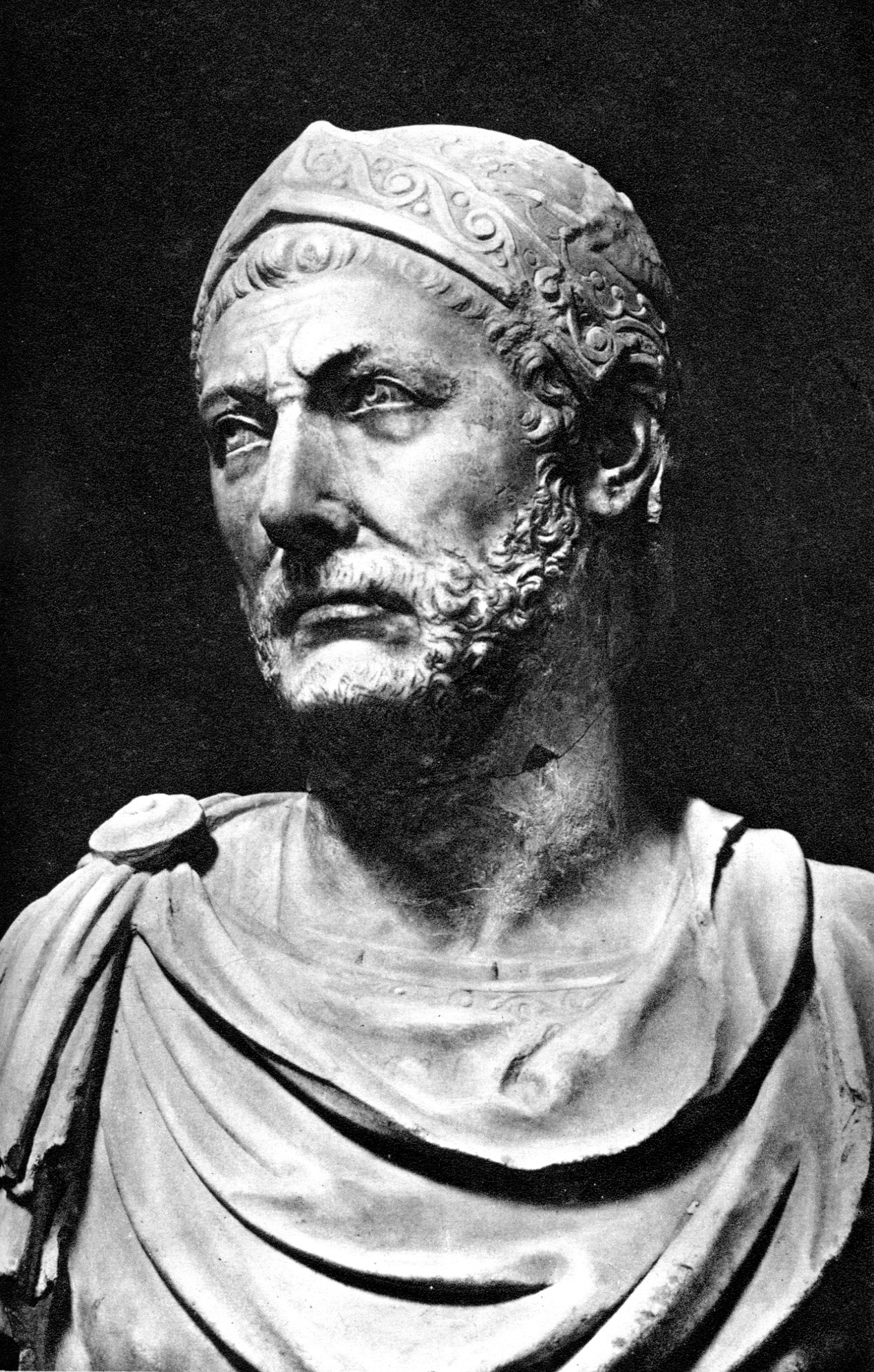
Busto de mármol, supuestamente de Aníbal, encontrado en Capua

Aníbal sabía lo suficiente sobre los Alpes para saber en particular que el descenso era más empinado que el ascenso. Esta era una de las razones por las que quería tener aliados en cuyo territorio pudiera marchar.
Los romanos habían tratado mal a los galos que habían conquistado recientemente, distribuyendo sus tierras a los colonos romanos y tomando otras medidas inescrupulosas para garantizar su propia seguridad, contra las tribus recién conquistadas. Los ínsubres, cuyo territorio tribal colindaba inmediatamente con los Alpes, y los Boii, más abajo en el Po, estaban particularmente complacidos con la invasión propuesta por Aníbal. Además, gran parte de la península ibérica estaba poblada por tribus galas afines, y esos mismos galos servían en el ejército de Aníbal. Sería fácil establecer relaciones íntimas con estas tribus desafectadas, especialmente una vez que hubiera desembarcado de los Alpes y estuviera entre ellos y los Insubres y los Boii y otras tribus pudieran ver y hablar con este ejército por sí mismos. 
Polibio dijo esto sobre los planes de Aníbal:

Condujo su empresa con un juicio consumado; pues había comprobado con precisión la excelente naturaleza del país al que iba a llegar y la disposición hostil de sus habitantes hacia los romanos; y tenía como guías y conductores a través de los difíciles pasos que se interponían en el camino de los nativos del país, hombres que debían compartir las mismas esperanzas con él.

## Sitio de Sagunto
Una vez terminados estos preparativos, Aníbal trató de inducir a los saguntinos a que se levantaran en armas con él y así declarar la guerra a Roma a través de su apoderado. No deseaba romper la paz él mismo, y recurrió a diversas estratagemas para inducir a los saguntinos a atacar. Sin embargo, los saguntinos no hicieron nada excepto enviar una misión diplomática a los romanos para quejarse de la beligerancia de los cartagineses. El Senado, a su vez, envió una comisión a Iberia para intentar resolver el asunto diplomáticamente. Aníbal despreció abiertamente la oferta romana con la esperanza de que llevara a la comisión a declarar la guerra. Sin embargo, la comisión no se dejó engañar y supo que la guerra estaba en el aire. La comisión mantuvo la paz, pero trajo a Roma la noticia de que Aníbal estaba preparado y que iba a atacar pronto. El Senado tomó una serie de medidas con el fin de liberar sus manos para el conflicto que se avecinaba con los cartagineses. Una revuelta ilírica fue sofocada con energía, y los romanos aceleraron la construcción de varias fortalezas en la Galia Cisalpina. Demetrio de Faros había abandonado su anterior alianza con Roma y ahora atacaba ciudades ilíricas que habían sido incorporadas al Estado romano.
Aníbal no pudo lograr los fines que esperaba, y al final envió noticias a Cartago, donde el partido de la paz, sus enemigos políticos, estaban en el poder, en el sentido de que los saguntinos estaban manejando agresivamente una de sus tribus sujetas, los torboletes, y acamparon frente a Sagunto para sitiarla sin esperar ninguna respuesta de Cartago. Se intercambiaron palabras en el Senado cartaginés para que Aníbal fuera entregado a los romanos y sus acciones fueran repudiadas. Sin embargo, la multitud de Cartago apoyaba demasiado el conflicto como para ordenar el cese de la guerra.
El asedio tuvo lugar a lo largo de ocho meses, y es notable que los romanos no enviaron ninguna ayuda a los saguntinos a pesar de que esto era parte de los términos de su alianza. Los romanos se dejaron atar en una guerra contra los ilirios, y no trataron la amenaza cartaginesa de Iberia con la atención que merecía.
Después del asedio, Aníbal vendió a todos los habitantes como esclavos, y distribuyó el producto de esas ventas a sus soldados. Además, todo el botín del saqueo de la ciudad fue llevado a Cartago y distribuido a la población, para conseguir su apoyo a su causa. El resto de los tesoros de la ciudad fueron puestos en su cofre de guerra para su planeada expedición.

## Marcha a través de los Pirineos

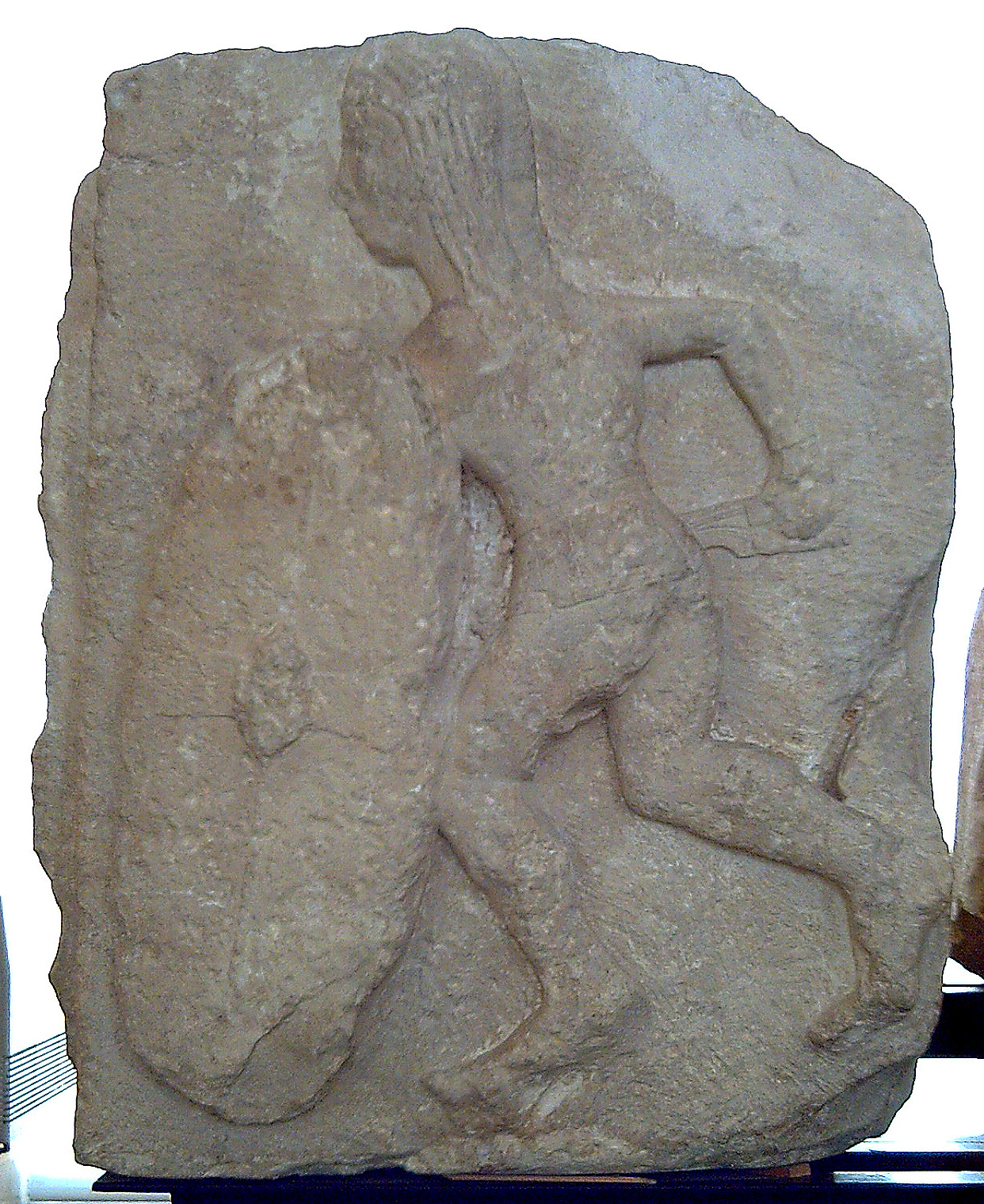
Guerrero ibérico de bajorrelieve c. 200 a. C. El guerrero está armado con una falcata y un escudo ovalado. Las tribus ibéricas lucharon por ambos lados en la segunda guerra púnica, pero en realidad la mayoría quería librarse de toda dominación extranjera. Museo Arqueológico Nacional de España, Madrid

Aníbal había pasado el invierno después del asedio de Sagunto en Cartagena, durante el cual despidió a sus tropas a sus propias localidades. Lo hizo con la esperanza de cultivar la mejor moral posible en su ejército para la próxima campaña, que sabía que iba a ser difícil. Dejó a su hermano, Asdrubal, a cargo de la administración de la Iberia cartaginesa, así como de su defensa contra los romanos. Además, cambió las tropas nativas de Iberia a África, y las tropas nativas de África a Iberia para minimizar la deserción y asegurar la lealtad de las tropas mientras él mismo se ocupaba de la destrucción de Roma. También dejó a su hermano varios barcos.
Aníbal preveía problemas si dejaba Cataluña como cabeza de puente para los romanos. Tenían varios aliados en este país, y no podía permitir que los romanos aterrizaran en su base sin oposición. Como dependía de los contingentes de fuerzas que venían a él en Italia por la ruta terrestre en la que estaba a punto de salir, debía tomar y conquistar este país. No tenía intención de dejar a Iberia a su suerte una vez que estuviera en Italia. Aníbal optó por tomar la región en una rápida campaña, y para ello dividió su ejército en tres columnas, con el fin de someter la totalidad de la región al mismo tiempo.
Después de recibir información de ruta de sus exploradores y mensajes de las tribus celtas que residían alrededor de los Alpes, Aníbal partió con 90 000 soldados de infantería pesada de varias naciones africanas e ibéricas, y 12 000 de caballería. Desde el Ebro hasta los Pirineos, los cartagineses se enfrentaron a cuatro tribus: los ilergetes, los bergistanos, los airenosinos y los andosinos. Hubo un número de ciudades aquí que Aníbal tomó, que Polibio no especifica. Esta campaña se llevó a cabo con rapidez para tomar el menor tiempo posible en la reducción de esta región. Polybius reporta severas pérdidas por parte de Aníbal. Habiendo reducido esta área, dejó a su general Hanno al mando de la misma, específicamente sobre los bargusii, de los que tenía razones para desconfiar debido a su afiliación con los romanos. Dejó a su hermano al mando de este país con 10 000 de infantería y 1000 de caballería.
En esta temprana coyuntura de la campaña, optó por enviar a casa otros 10 000 de infantería y 1000 de caballería. Esto se hizo con dos propósitos: quería dejar atrás una fuerza de hombres que conservaran los sentimientos positivos hacia el propio Aníbal; y quería que el resto de los iberos, tanto en su ejército como fuera, creyeran que las posibilidades de éxito de la expedición eran buenas, y como resultado de ello estarían más inclinados a unirse a los contingentes de refuerzos que preveía convocar en el curso de su expedición[46]. La fuerza restante consistía en 50 000 de infantería y 9000 de caballería.
La columna principal era la columna derecha, y con ella el cofre del tesoro, la caballería, el equipaje, todas las demás necesidades de la guerra, y el propio Aníbal. Esta era la columna crítica, y no era coincidencia que Aníbal estuviera con ella. Mientras Aníbal no tuviera barcos para mantenerse al tanto de los movimientos exactos de los romanos, quería estar presente en persona en caso de que los romanos hicieran un desembarco en un intento de atacar a su ejército en su ascenso o descenso a través de los Pirineos. Esta columna cruzó el Ebro por la ciudad de Edeba, y procedió directamente a lo largo de la costa a través de Tarraco, Barcino,  Gerunda,  Emporiae e  Illiberis. Cada uno de esos oppidums fue tomado y guarnecido por turno.
La segunda columna, o central, atravesó el Ebro por el oppidum de Mora y de ahí se tiene poca información,  pues atravesó varios valles de este país y tenía órdenes de someter a las tribus que se resistían a su avance. Finalmente se reincorporó a la columna principal cuando completó su tarea.
La tercera, o columna de la izquierda, cruzó el Ebro donde toca el río Sicoris y procedió a lo largo del valle del río y a los países montañosos. Realizó la misma tarea que la segunda y la primera columna. Al planear cada una de estas marchas, Aníbal se aseguró de que el río Rubrucatus estuviera a lo largo de cada uno de los caminos de las columnas, de manera que si alguna de ellas se encontrara en una situación desventajosa, las otras columnas podrían marchar río arriba y río abajo apoyándose unas en otras si los bárbaros las pusieran en una posición peligrosa.
La campaña se llevó a cabo durante dos meses y fue increíblemente costosa. En el curso de la campaña de dos meses, Aníbal perdió 13 000 hombres.

## Marcha hacia el Ródano
El detalle más importante de la marcha hacia el Ródano desde el descenso a través de los Pirineos es que no hubo nada importante en ella. Esta marcha debió ser un agradable cambio de ritmo para los cartagineses, que acababan de pasar los meses de julio y agosto anteriores sometiendo a numerosos pueblos feroces que vivían en los Pirineos. La historia de la península ibérica está plagada de numerosos ejemplos de la feroz resistencia que los pueblos nativos de esta zona han ofrecido a los ejércitos invasores. La guerra peninsular es solo un ejemplo entre muchos, la topografía quebrada de esta región ofrece a los movimientos de resistencia muchas ventajas que de otra manera no tendrían en un terreno más llano y uniforme. Los países por los que pasó tenían opiniones diferentes sobre los cartagineses, los romanos y el paso del ejército de Aníbal por sus tierras. Algunas de estas tribus eran amigas de su causa, otras se oponían a él. La habilidad de Aníbal para tratar con esta gente se nos manifiesta a través de su marcha en este país, no se informa de ningún combate que tenga lugar, a pesar de la falta de homogeneidad en la dirección política entre los pueblos de esta zona. Se ocupó de cada tribu mientras marchaba por su territorio empleando solo los medios de persuasión de que disponía; su magnetismo personal y su pecho de guerra.
 Massilia, un exitoso emporio comercial griego había estado durante algún tiempo bajo la influencia de los romanos, e incluso estos habían establecido allí colonos. Massilia temía la llegada del ejército cartaginés y, por ello, había intentado influir en las tribus nativas de la orilla izquierda del Ródano (la orilla oriental) para que se unieran a la causa de los romanos, cosa que pudieron hacer, ya que los bárbaros de este país iban a dificultar la travesía del Ródano.
El padre de Escipión el Africano, uno de los cónsules para el año 218 a. C., recibió órdenes del Senado de enfrentarse a Aníbal en el teatro del Ebro o de los Pirineos. El Senado le envió 60 naves para este fin. Sin embargo, no se movió con la rapidez que la cuestión le exigía. Cuando llegó a la zona del Po, hubo un levantamiento entre los galos recién conquistados. Se estaban estableciendo más colonias en la región del Po, y esto causó que los Boii e Insubres surgieran de nuevo, quienes ahora sabían que Aníbal se dirigía a ellos. En lugar de emplear las legiones que estaban a mano para su pretendida expedición ibérica, el Senado ordenó que fueran enviadas al Po bajo el mando de un Pretor y que las nuevas legiones fueran recaudadas por el cónsul. La formación de un nuevo ejército fue un asunto bastante fácil para los romanos. Había tantos ciudadanos cualificados para el servicio en el ejército que todo lo que el gobierno tenía que hacer era informar a la ciudadanía de que se necesitaban más soldados y que se les exigiría que sirvieran. Muchos romanos, al ser requeridos para servir en algún momento, pasaron parte de su entrenamiento juvenil para servir en las legiones.
Finalmente, habiendo reunido estas nuevas legiones —de una manera mucho más tranquila que la urgencia de la situación le exigía— zarpó de Ostia. En aquel tiempo no había brújulas, y era costumbre navegar sus barcos por la costa y detenerse por la noche para comer. Así que, después de navegar hacia el norte a lo largo de la costa de la península italiana y luego girar al oeste hacia la península ibérica, el cónsul ordenó a la flota que se detuviera en Massilia. El tiempo de Ostia a Massilia fue de 5 días. Cuando llegó allí, para su sorpresa supo por los massilianos que en lugar de que Aníbal siguiera en Cataluña, como había previsto, Aníbal estaba a unos 4 días de marcha al norte de su ciudad en la margen lejana del Ródano.

## Cruce del Ródano

Elefantes de guerra representados en Aníbal Barca cruzando el Ródano, por Henri Motte, 1878

Gran parte de las marchas de Aníbal están envueltas en debates, especialmente el relativo al camino que optó por emplear sobre los Alpes. Sin embargo, los historiadores modernos coinciden en que Aníbal acampó su ejército en la orilla occidental del Ródano y ven el cruce del río como algo claramente concebido y ejecutado.[cita requerida]
Mientras Roma estaba ociosa y dejando a sus aliados en Cataluña a su suerte a manos de los cartagineses, los Massiliots, aliados de los romanos, estaban ocupados despertando a las tribus de la orilla izquierda (este) del Ródano contra los cartagineses. Al llegar la inteligencia de los cartagineses a la vecindad de Massilia, el cónsul lanzó su propuesta de expedición ibérica y en su lugar pensó en hacer lo siguiente lógico, para evitar que Aníbal cruzara el Ródano lo mejor posible. Para ello envió una columna de 300 caballos por la orilla izquierda (este) del Ródano con órdenes de averiguar la ubicación exacta del ejército de Aníbal. Este recibió una noticia similar, según la cual los romanos acababan de llegar con uno de sus ejércitos consulares compuesto por 22 000 soldados de a pie y 2000 de a caballo.
Aníbal se aprovechó del odio preexistente que los celtas de la orilla derecha (oeste) tenían hacia los romanos, y los persuadió para que lo ayudaran a cruzar este formidable obstáculo. Consiguió de ellos varios barcos capaces de hacer viajes en el mar, y una numerosa colección de canoas de todo tipo que debieron ser empleadas por los nativos de ese país. Además de comprarlas, pudo adquirir su ayuda para construir aún otros barcos. Este proceso de preparación para cruzar el Ródano le llevó dos días.
Esperando al ejército cartaginés en la orilla izquierda del Ródano estaba una tribu de galos llamada los Cavares. Esta tribu había fortificado un campamento en la parte más alejada del río, y estaba esperando al ejército de Aníbal para cruzarlo, para atacarlos mientras cruzaban.  No hay duda de que Aníbal sabía del cruce del río Hydaspes por parte de Alejandro Magno en la India, ya que desde un punto de vista táctico y estratégico, es casi exactamente lo mismo. Aníbal formuló su plan de acuerdo con este modelo, ya que de hecho se sostiene como una forma de cortar galletas para cruzar los ríos, incluso a los cadetes de las instituciones militares hasta el día de hoy, y ordenó a uno de sus tenientes, Hanno, hijo de Bomilcar, que hiciera un circuito por el norte, que cruzara el Ródano en un lugar que considerara adecuado para el propósito, y luego mediante marchas forzadas, marchar hacia el sur y tomar el ejército bárbaro en flanco mientras cruzaba el río.
El día y la noche después de que todos los barcos se habían construido y reunido, Hanno fue ordenado a subir la orilla y guiado por los nativos galos, aproximadamente 25 millas río arriba en Pont St. Esprit había una isla que dividía el Ródano en dos pequeños arroyos. Fue aquí donde Hanno decidió cruzar y ordenó que los barcos y balsas se construyeran con los materiales que tenían a mano. El destacamento cartaginés cortó árboles, amarrando los troncos con cuerdas fiables que habían traído de los almacenes del ejército. Por este medio, el cuerpo de Hanno cruzó el río e inmediatamente se dirigió al sur hasta el lugar de los bárbaros.
Durante este tiempo, Aníbal había estado completando sus preparativos para cruzar el Ródano. En este momento, los preparativos cartagineses habían sido particularmente obvios y ruidosos ya que Aníbal había ordenado que los preparativos se hicieran sin preocuparse por el secreto, sabiendo muy bien que el cuerpo de Hanno estaba marchando por la orilla izquierda (este) del Ródano para atacar a los Cavares. Sus preparativos estaban diseñados para desviar su atención del flanco norte y centrar su atención en sus propios preparativos. Tres días después de partir, Hanno llegó detrás de un afluente del Ródano y dio la señal previamente acordada para que Aníbal supiera que su fuerza había llegado. Aníbal ordenó inmediatamente que los barcos cruzaran. El pequeño cuerpo estaba observando de cerca al ejército principal, y al verlo comenzar su travesía, se preparó para descender sobre los Cavares mientras el ejército cruzaba.
La travesía en sí fue cuidadosamente diseñada para ser lo más suave posible. Cada detalle fue bien pensado. Los pesados jinetes fueron puestos más arriba, y en los botes más grandes, para que los botes en los que Aníbal tenía menos confianza pudieran ser remados a la orilla izquierda (oeste) a sotavento de la embarcación más grande y robusta. En cuanto a los caballos, la mayoría de ellos nadaron a través del río en la orilla y a la popa de cada bote. Sin embargo, algunos fueron puestos en barcos completamente ensillados y listos para su uso inmediato, para que, una vez que salieran del río, pudieran cubrir a la infantería y al resto del ejército mientras se formaba para atacar a los bárbaros.
Viendo que los cartagineses estaban finalmente cruzando, los Cavares se levantaron de sus trincheras y prepararon su ejército en la costa cerca del punto de desembarco cartaginés. Los ejércitos comenzaron a gritarse y abuchearse entre sí mientras el ejército cartaginés estaba en medio de la travesía. Este tipo de intercambios consistió principalmente en animar a sus propios hombres y desafiar al otro ejército a la batalla. A menudo en la antigüedad, para intimidar a su enemigo, los ejércitos se les ordenaba golpear sus escudos con sus armas y levantar fuertes gritos exactamente en el mismo momento para crear la mayor cantidad de ruido.
Fue precisamente en este momento, mientras el ejército cartaginés estaba en medio del arroyo abucheando al enemigo desde las barcas y las Cavares les desafiaban a venir desde la orilla izquierda, que el cuerpo de Hanno se reveló y cargó contra la retaguardia y los flancos de las Cavares.  Un pequeño destacamento de la fuerza de Hanno fue asignado para incendiar el campamento de las Cavares, pero la mayor parte de esta fuerza se dedicó a las aturdidas Cavares. Algunos de los Cavares corrieron a la defensa de su campamento, pero la mayoría permaneció en el lugar donde habían estado esperando la llegada de lo que habían pensado que era todo el ejército de Aníbal. Fueron divididos; y Aníbal, que estaba en uno de los primeros barcos, desembarcó sus hombres en la orilla izquierda del Ródano en medio de los aturdidos y confusos Cavares y con voluntad condujo a sus hombres sobre ellos. Apenas hubo una apariencia de resistencia; rodeados como estaban, el pandemónium tomó el control de sus filas, y cada hombre miró a su propia seguridad mientras se retiraban a plomo de la cuidadosamente dispuesta falange cartaginesa.
Mientras que el conflicto real sólo tomó una cuestión de minutos, Aníbal había pasado cinco días preparando esta peligrosa y arriesgada operación desde todos los ángulos, asegurándose de que estaba lista en todos los puntos y lo menos posible se dejó al azar.

## Desde el Ródano a los Alpes

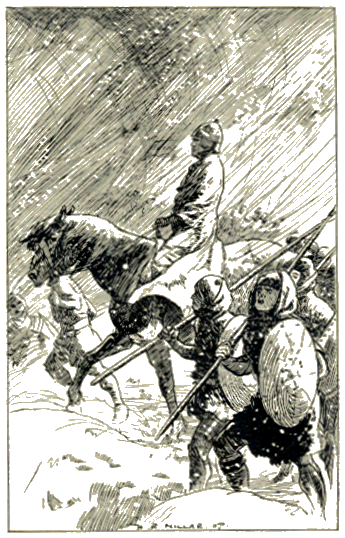
El paso de los Alpes se efectuó bajo muchas dificultades

Aníbal necesitaba llegar a los Alpes rápidamente para vencer el comienzo del invierno. Sabía que si esperaba hasta la primavera en el lado más alejado de las montañas, los romanos tendrían tiempo de reunir otro ejército. Sabía que el ejército consular estaba acampado en la desembocadura del Ródano. Envió 500 caballeros numidianos a la orilla este del río para obtener mejor información sobre las fuerzas que se le oponían. Esta fuerza se encontró con 300 romanos a caballo que habían sido enviados río arriba con el mismo propósito. Los numidianos fueron derrotados y 240 de ellos murieron en este intercambio entre grupos de exploradores; además de 140 pérdidas romanas. Los numidianos fueron seguidos de vuelta al campamento cartaginés, que estaba casi reunido excepto por los elefantes, que necesitaban más tiempo para cruzar. Al ver que Aníbal no había cruzado con toda su fuerza, los exploradores corrieron de vuelta a la costa para alertar al cónsul. Al recibir esta información, el cónsul despachó a su ejército río arriba en botes, pero llegó demasiado tarde.

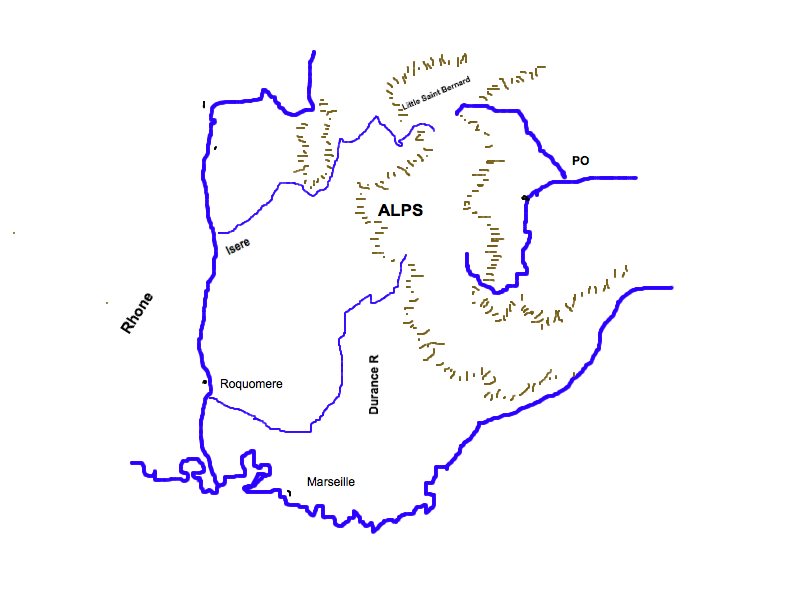
Rhone Region to the Alps

Ante el invierno y las tribus hostiles, el cónsul decidió regresar a Italia y esperar la llegada de Aníbal cuando descendiera de los Alpes. Sin embargo, de acuerdo con las órdenes del Senado, el cónsul ordenó a su hermano, Gnaeus Scipio que llevara la mayoría del ejército a España. El cónsul propuso atacar las sobreextendidas y vulnerables líneas de comunicaciones y suministros de Aníbal. A pesar de su establecido sistema tácticas (formaciones y evoluciones de tropas, etc.), los romanos estaban acostumbrados a luchar marchando sus tropas hacia el ejército de sus enemigos, formando su ejército y atacando. No sabían cómo obligar a un enemigo a luchar cortando sus comunicaciones, no sabían qué flanco era el flanco estratégico de un enemigo en una batalla. Además, fueron negligentes en su orden de marcha, y la historia romana temprana está llena de masacres de ejércitos consulares por otras naciones debido a su falta de precaución apropiada contra estos males.
Al llevar a todo su ejército a la orilla izquierda del Ródano, Aníbal presentó su ejército a Magilus, y algunos otros jefes galos menos notables del valle del Po. El propósito de Aníbal era inspirar a sus hombres la confianza en la expedición planeada mostrándoles a los jefes galos padanos que les ofrecían su ayuda. Hablando a través de un intérprete, Magilus habló del apoyo que los galos padane recientemente conquistados tenían para los cartagineses y su misión de destruir Roma. Aníbal se dirigió entonces a los oficiales él mismo. El entusiasmo de las tropas fue elevado por la inspiradora dirección de Aníbal.
Al cruzar el río, Aníbal ordenó a su infantería iniciar su marcha el día después de la asamblea, seguido por el tren de suministros. No sabiendo que los romanos iban a salir finalmente hacia Italia, cuando su caballería había cruzado el río les ordenó detener su marcha en su flanco sur, hacia el mar. Su caballería habría formado una pantalla que habría sido empleada para protegerlo de los romanos si ellos avanzaban sobre él desde esa dirección. La caballería escaramuza con los exploradores romanos, mientras que el resto del ejército tenía tiempo para formarse. Esta contingencia no ocurrió. Aníbal estaba en la retaguardia con los elefantes. Esta fue la dirección en la que asumió que los romanos tendrían más probabilidades de avanzar desde (es decir, desde el oeste) ya que tenía alguna idea de que estaban detrás de él. La retaguardia estaba bien dotada para asegurar que pudiera escaramuza con el ejército romano mientras que el cuerpo principal de su infantería y caballería podía formarse para la batalla contra los romanos si atacaban desde ese sector. Esta contingencia, sin embargo, tampoco ocurrió.
Mientras asumía este orden de marcha, Aníbal marchó hacia la Insula. Había ordenado a su infantería que se adelantara, y ésta marchó hacia la Isere en seis días, marchando 12,5 millas por día. La caballería y la retaguardia sólo tardaron cuatro días, una marcha de 19 millas por día. En este período, el cuerpo en su conjunto había marchado 75 millas.
Cuando el ejército de Aníbal hizo contacto con la Insula, llegó a un cacicazgo galo que estaba en medio de un conflicto civil. Por cualquier razón, Aníbal eligió la causa del mayor de los dos combatientes, Brancus. Después de dejar de lado la causa del más joven y menos popularmente apoyado, formó una alianza con Brancus. De esta tribu recibió los suministros necesarios para la expedición a través de los Alpes. Además, recibió la protección diplomática de Brancus. Hasta los Alpes propiamente dichos, no tuvo que defenderse de ninguna tribu.

## Ascenso de los Alpes

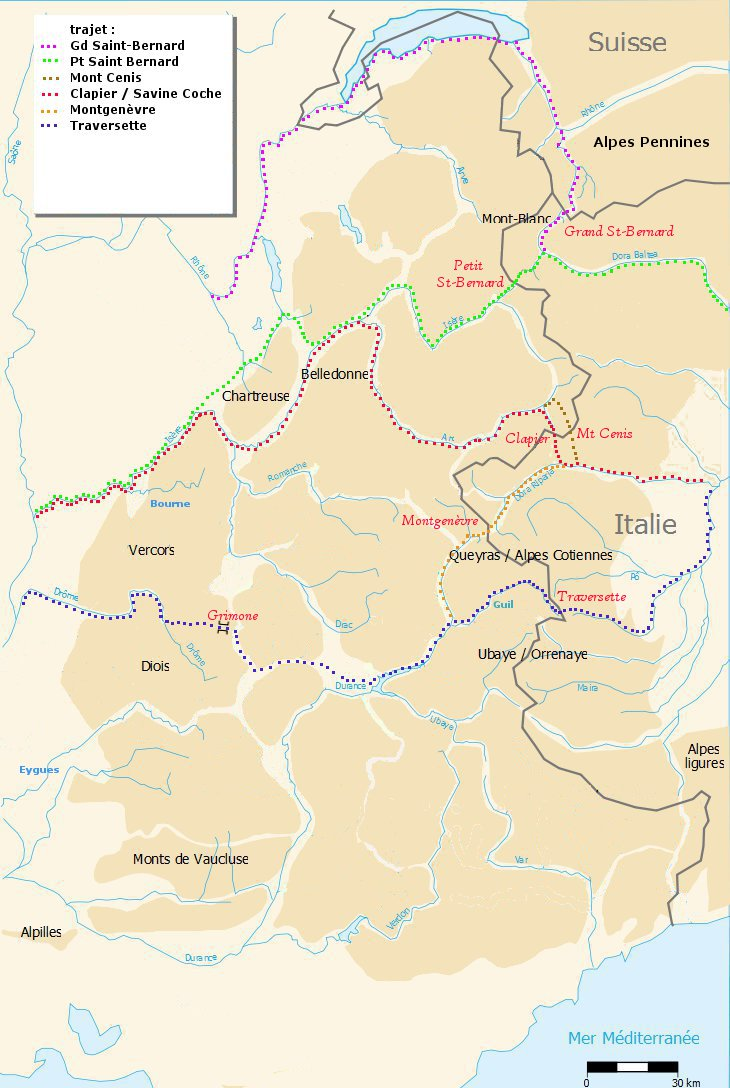
Posibles rutas de Aníbal en los Alpes.

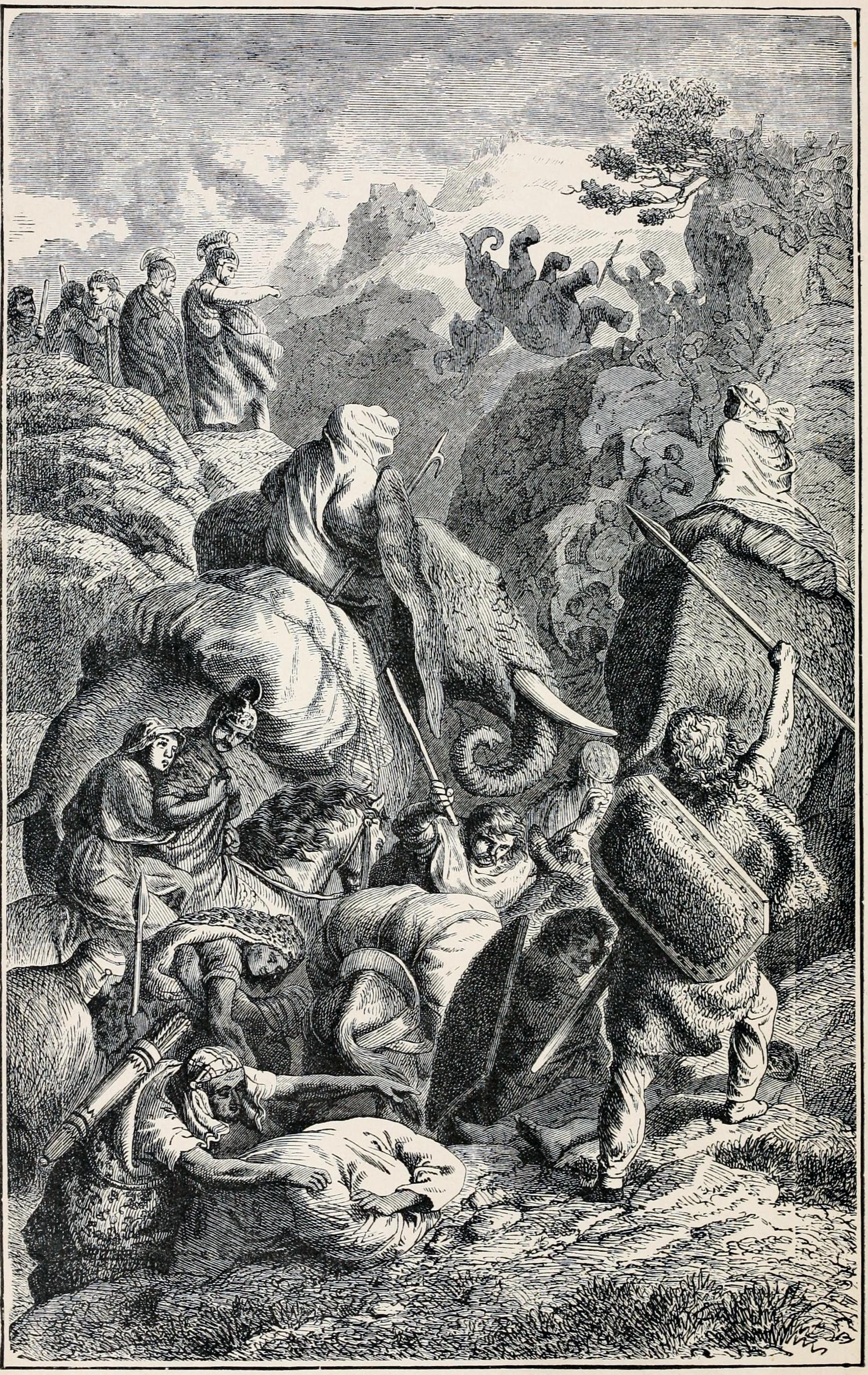
Aníbal cruzando los Alpes hacia Italia.

Existe poca certeza sobre la ruta de la marcha de Aníbal a través de las montañas, y precisamente qué valles y pasos utilizó sigue siendo cuestionado por los historiadores. Los acontecimientos registrados en los relatos antiguos y su relación con la geografía alpina ha sido objeto de disputa historiográfica desde los decenios posteriores a la segunda guerra púnica. La identificación del paso - el punto más alto de la ruta de Aníbal y el comienzo de su descenso - que Aníbal tomó a través de la cordillera alpina determina la ruta que su ejército siguió.
Se han hecho propuestas para los siguientes pasos:
- Puerto del Pequeño San Bernardo
- Col de Clapier
- Col de la Traversette
- Col de Montgenèvre
- Paso del Mont Cenis

Theodore Ayrault Dodge, escribiendo a fines del siglo XIX, sostuvo que Aníbal usaba el Paso del Pequeño San Bernardo, pero el historiador moderno John Francis Lazenby concluyó que el .Col de Clapier era el paso usado por Aníbal. Más recientemente, W. C. Mahaney ha argumentado que el .Col de la Traversette se ajusta más a los registros de los autores antiguos. Los datos arqueológicos bioestratigráficos han reforzado el caso del Col de la Traversette; el análisis de las turberas cercanas a los cursos de agua a ambos lados de la cima del paso mostró que el suelo estaba fuertemente perturbado "por miles, quizás decenas de miles, de animales y humanos" y que el suelo presentaba rastros de niveles únicos de bacterias Clostridia asociadas al tracto digestivo de caballos y mulas. Fechado por radiocarbono fechas aseguradas de 2168BP o c.218BC, el año de la marcha de Aníbal. Mahaney et al. han concluido que esta y otras evidencias apoyan fuertemente al Col de la Traversette como la 'Ruta de Aníbal' como había sido argumentado por Gavin de Beer en 1974. De Beer fue uno de los tres únicos intérpretes, los otros son John Lazenby y Jakob Seibert de. - haber visitado todos los pasos altos de los Alpes y haber presentado una visión de lo que era más plausible. Tanto De Beer como Siebert habían seleccionado el Col de la Traversette como el que más se acercaba a las descripciones antiguas. Polibio escribió que Hannibal había cruzado el más alto de los pasos alpinos: El paso más alto es el Col de la Traversette, entre el valle del alto Guil y el alto río Po. Es además el más meridional, como relata  Varro en su De re rustica, coincidiendo en que el paso de Aníbal era el más alto de los Alpes occidentales y el más meridional. Mahaney et al. argumentan que los factores utilizados por De Beer para apoyar al Col de la Traversette, incluyendo "comparando los antiguos nombres de lugares con el moderno y cercano escrutinio de las épocas de inundaciones en los principales ríos y la visión lejana de las llanuras del Po" junto con "el radiocarbono masivo y la evidencia microbiológica y parasitaria" de los sedimentos aluviales a ambos lados del paso proporcionan "evidencia de apoyo, prueba si se quiere" de que la invasión de Aníbal fue en esa dirección.
Según el historiador Theodore Ayrault Dodge, Aníbal marchó en dirección al Monte Du Chat hacia el pueblo de Aquste y de allí a Chevelu, al paso por el Monte Du Chat. Allí encontró que los pasos estaban fortificados por los Allobroges. Envió espías para averiguar si había alguna debilidad en su disposición. Estos espías encontraron que los bárbaros sólo mantenían su posición en el campo durante el día, y dejaban su posición fortificada por la noche. Para hacer creer a los Allobroges que no consideraba prudente un asalto nocturno, ordenó que se encendieran tantas hogueras como fuera posible, para inducirles a creer que se estaba estableciendo antes de su campamento a lo largo de las montañas. Sin embargo, una vez que dejaron sus fortificaciones, condujo a sus mejores tropas hasta sus fortificaciones y tomó el control del paso.
Escondiendo a sus hombres en la maleza de la montaña en un acantilado que surgió inmediatamente arriba y a la derecha de la ruta de marcha de Aníbal, a unos 100 pies más o menos por encima del camino, Aníbal colocó sus honderos y arqueros allí. Este saliente era un excelente lugar desde el cual atacar a un enemigo mientras marchaba en columna a través del paso. El descenso desde este paso era empinado, y a los cartagineses les costaba marchar por este lado del paso, especialmente a los animales de carga. Los bárbaros, al ver esto, atacaron de todas formas, a pesar de su posición desventajosa. Más animales de equipaje se perdieron en la confusión del ataque bárbaro, y rodaron por los precipicios hasta su muerte. Esto puso a Aníbal en una situación difícil. Sin embargo, Aníbal, a la cabeza del mismo cuerpo de élite al que llevó a tomar el saliente, los condujo contra estos bárbaros decididos. Virtualmente todos estos bárbaros murieron en el subsiguiente combate, ya que estaban luchando de espaldas a un escarpado precipicio, tratando de lanzar sus flechas y dardos cuesta arriba a los cartagineses que avanzaban. <Después de este concurso de armas, el equipaje se mantuvo en buen estado y el ejército cartaginés siguió el camino hacia la llanura que comienza más o menos en la moderna Bourget.
El historiador Theodore Ayrault Dodge afirma que esta llanura tenía 4-6 millas de ancho en la mayoría de los lugares, y fue casi totalmente despojada de defensores ya que todos estaban estacionados en el paso de Mt. Du Chat. Aníbal marchó con su ejército a la moderna Chambery y tomó su ciudad fácilmente, despojándola de todos sus caballos, cautivos, bestias de carga y maíz. Además, había suficientes provisiones para tres días de raciones para el ejército. Esto debe haber sido bienvenido considerando que no se había perdido una pequeña porción de sus provisiones cuando los animales de carga habían caído al precipicio en el curso de la acción anterior. Entonces ordenó que este pueblo fuera destruido, para demostrar a los bárbaros de este país lo que sucedería si se le oponían de la misma manera que lo hizo esta tribu.
Acampó allí para dar a sus hombres tiempo para descansar después de su agotador trabajo, y para recoger más raciones. Aníbal se dirigió entonces a su ejército, y se nos informa que se les hizo apreciar la magnitud del esfuerzo que iban a realizar y se les levantó el ánimo a pesar de la difícil naturaleza de su empresa.
Los cartagineses continuaron su marcha y en la moderna Albertville se encontraron con los Centrones, que trajeron regalos y ganado para las tropas. Además, trajeron rehenes para convencer a Aníbal de su compromiso con su causa. Aníbal estaba preocupado y sospechaba de los Centrones, aunque les ocultó esto y los Centrones guiaron a su ejército durante dos días. Según el historiador Theodore Ayrault Dodge, marcharon por el Paso de San Bernardo cerca del pueblo de Séez, y mientras lo hacían, el paso se estrechaba y los Centrones se volvían contra los cartagineses. Algunos críticos militares, notablemente Napoleón, desafían que este era en realidad el lugar donde la emboscada tuvo lugar, pero el valle a través del cual los cartagineses estaban marchando era el único que podía sostener una población que era capaz de atacar al ejército cartaginés y simultáneamente sostener a los cartagineses en su marcha.

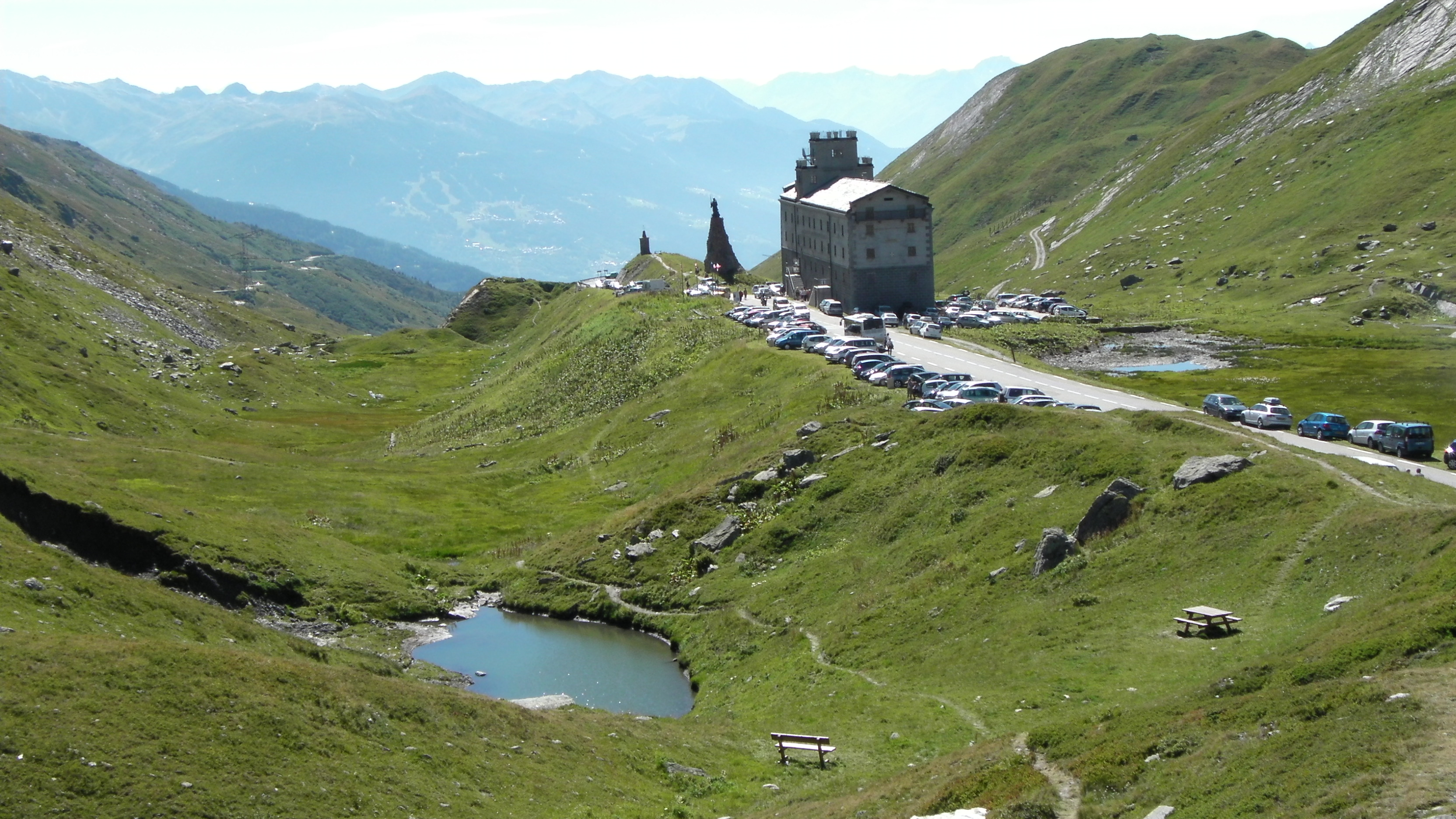
Puerto del Pequeño San Bernardo, una de las posibles rutas.

Los Centrones esperaron para atacar, permitiendo primero que la mitad del ejército se moviera a través del paso. Esto tenía como objetivo dividir las tropas y suministros de Aníbal y dificultar que su ejército organizara un contraataque, pero Aníbal, habiendo anticipado el engaño de los Centrones, había organizado su ejército con elefantes, caballería y equipaje en el frente, mientras que sus hoplitas le seguían en la retaguardia. Las fuerzas de Centrones se habían posicionado en las laderas paralelas al ejército de Aníbal y usaron este terreno más alto para hacer rodar rocas y hacer llover rocas al ejército cartaginés, matando muchos más animales de carga. La confusión reinaba en las filas atrapadas en el paso. Sin embargo, la retaguardia fuertemente armada de Aníbal se contuvo de entrar al paso, obligando a los bárbaros a descender para luchar. La retaguardia pudo así contener a los atacantes, antes de que Aníbal y la mitad de su ejército no separado de él se vieran obligados a pasar la noche cerca de una gran roca blanca, que Polibio escribe "les proporcionó protección" y es descrito por William Brockedon, quien investigó la ruta de Aníbal a través de los Alpes, como "una vasta masa de yeso... como una posición militar, su ocupación asegura la defensa del paso." Por la mañana, los Centrones ya no estaban en la zona.
El ejército descansó aquí durante dos días. Era finales de octubre y el tiempo nevado, la duración de la campaña, la ferocidad de la lucha, y la pérdida de animales minaron la moral de las filas del ejército; Desde sus comienzos en Iberia, las tropas de Aníbal habían estado marchando durante más de cinco meses y el ejército había reducido mucho su tamaño. La mayoría de los combatientes de Aníbal no estaban acostumbrados al frío extremo de los altos Alpes, siendo en su mayoría de África e Iberia. Según Polybius, Aníbal reunió a sus hombres, les declaró que el final de su campaña se acercaba; y señaló la vista de Italia, mostrando a sus soldados el Valle del Po y las llanuras cercanas a él, y les recordó que se les había asegurado la amistad y ayuda gala. El Valle del Po no es visible desde el Paso de Little St Bernard y si Aníbal tomó ese camino es probable que apuntara en dirección al Valle del Po pero no estaba a la vista. Sin embargo, si Aníbal hubiera ascendido al Col de la Traversette, el valle del Po habría sido visible desde la cumbre del paso, reivindicando el relato de Polibio. Después de tres días de descanso, Aníbal ordenó que comenzara el descenso de los Alpes.

## Descenso a Italia
La nieve en el lado sur de los Alpes se derrite y descongela en mayor o menor medida durante el día, y luego se vuelve a congelar por la noche. Además, el lado italiano de los Alpes es mucho más escarpado; muchos hombres perdieron el equilibrio en este lado de los Alpes y murieron.
En un punto temprano de su descenso, el ejército encontró una sección del camino que había sido bloqueada por un deslizamiento de tierra. Esta sección del camino se rompió durante unos 300 yardas. Aníbal intentó desviarse, marchando a través de un lugar donde había mucha nieve - la altitud de los Alpes en este punto conserva la nieve todo el año. Hicieron algunos progresos, a costa de no poca parte de los animales de carga que quedaban, antes de que Aníbal llegara a apreciar que esta ruta era imposible de atravesar para un ejército. Aníbal hizo marchar a sus hombres de vuelta al punto en su camino antes de su desvío, cerca del tramo roto del camino y estableció un campamento.
Desde aquí, Aníbal ordenó a sus hombres que arreglaran el camino de las mulas. Trabajando en relevos, el ejército se puso a trabajar en esta tarea intensiva bajo la mirada de Aníbal, quien los alentaba constantemente. Tanto los enfermos como los sanos fueron puestos a esto. Al día siguiente el camino estaba en condiciones suficientes para permitir a la caballería y a los animales de carga cruzar el tramo roto del camino; Aníbal ordenó que estos debían correr instantáneamente por debajo de la línea de follaje, 2 millas por debajo de la cumbre de los Alpes. y se les debía permitir el acceso a los pastos de allí.
Sin embargo, los elefantes restantes de Aníbal, que estaban completamente hambrientos, aún no podían seguir el camino. La caballería numidiana de Aníbal continuó trabajando en el camino, tomando tres días más para arreglarlo lo suficiente como para permitir que los elefantes cruzaran. Llevando a los animales a través de este tramo de camino, Aníbal corrió por delante de la retaguardia a la parte del ejército que estaba por debajo de la línea de pasto. Le llevó al ejército tres días para marchar desde este lugar hacia "las llanuras que están cerca del Po" según Polibio. Aníbal se concentró entonces, según Polibio, en [el] mejor medio de reanimar los espíritus de sus tropas y de devolver a los hombres y a los caballos su antiguo vigor y condición Aníbal ordenó a sus hombres que acamparan, en un punto cercano a la moderna  Ivrea.